# Selección de balonmano de la República Federal Socialista de Yugoslavia
La Selección de balonmano de la República Federal Socialista de Yugoslavia era el equipo formado por jugadores de nacionalidad yugoslava que representaba a la Federación Yugoslava de Balonmano en las competiciones internacionales organizadas por la Federación Internacional de Balonmano (IHF) o el Comité Olímpico Internacional (COI).
Fue Campeona del Mundo en 1986, Subcampeona en 1982 y cosechó dos terceros puestos en los Campeonatos del Mundo de 1970 y 1974.

## Palmarés
| Competición        | Medalla de oro | Medalla de plata | Medalla de bronce |
| ------------------ | -------------- | ---------------- | ----------------- |
| Juegos Olímpicos   | 1972, 1984     |                  | 1988              |
| Campeonato Mundial | 1986           | 1982             | 1970, 1974        |

### Trayectoria

#### Juegos Olímpicos
- 1972 -  Medalla de oro
- 1976 - 5ª plaza
- 1980 - 6ª plaza
- 1984 -  Medalla de oro
- 1988 -  Medalla de bronce
- 1992 - No participó

#### Campeonatos del Mundo
- 1964 - 6ª plaza
- 1967 - 7ª plaza
- 1970 -  Tercer puesto
- 1974 -  Tercer puesto
- 1978 - 5ª plaza
- 1982 -  Subcampeón
- 1986 -  Campeón
- 1990 - 4ª plaza

- Datos: Q1424277